# HS Возничего
HS Возничего (лат. HS Aurigae) — двойная затменная переменная звезда типа Алголя (EA) в созвездии Возничего на расстоянии приблизительно 443 световых лет (около 136 парсеков) от Солнца. Видимая звёздная величина звезды — от +10,9m до +10,16m. Орбитальный период — около 9,8154 суток.

## Характеристики
Первый компонент — жёлтый карлик спектрального класса G8V. Радиус — около 1,34 солнечного, светимость — около 1,507 солнечной. Эффективная температура — около 5524 К.
Второй компонент — жёлтый карлик спектрального класса G8V.